# Brandstrom Stockholm

Brandstrom Stockholm är ett konstgalleri beläget i Industricentralen på Hudiksvallsgatan 6 i Stockholm, och som drivs av Andreas Brändström. Bland galleriets konstnärer finns Jan Håfström, John-E Franzén och Cecilia Edefalk. Bland de utländska konstnärerna som ställt ut finns Olafur Eliasson.
Galleriet sålde graffitimålaren Magnus "Nug" Gustafssons kritiserade verk Territorial pissing.
Gallerilokalen ritades av arkitekt Erik Andersson.